# Guyruita atlantica
Guyruita atlantica là một loài nhện trong họ Theraphosidae.
Loài này thuộc chi Guyruita. Guyruita atlantica được miêu tả năm 2007 bởi Guadanucci et al..